# Саммит-Лейк (индейская резервация)
Саммит-Лейк (англ. Summit Lake Reservation) — индейская резервация северных пайютов, расположенная на северо-западе штата Невада, США.

## История
До контакта с испанцами и евроамериканцами группа северных пайютов агаипанинадокадо («Едоки озёрной рыбы») контролировала по меньшей мере 7200 км² земли, включая часть территории нынешних штатов Орегон и Калифорния. Ранние контакты северных пайютов с американскими мехоторговцами, такими как Джедедайя Смит и Питер Скин Огден были мирными, хотя в 1833 году отряд белых людей, под руководством Джозефа Уокера, вырезал около 100 индейцев. Добыча золота и серебра в Неваде привела к притоку евроамериканцев и между ними и северными пайютами произошёл ряд вооружённых конфликтов.
В 1867 году на территории агаипанинадокадо была создана военная резервация Кэмп-Макгарри, которая была упразднена через четыре года. Индейская резервация Саммит-Лейк была официально создана 14 января 1913 года указом президента США Уильяма Тафта для агаипанинадокадо на территории бывшего военного лагеря.

## География
Резервация находится в западно-центральной части округа Гумбольдт и состоит из двух несмежных участков. Саммит-Лейк расположена примерно в 80,5 км к югу от границы с Орегоном и в 112,7 км к востоку от границы с Калифорнией. Общая площадь резервации, включая трастовые земли (1,034 км²), составляет 51,093 км², из них 49,256 км² приходится на сушу и 1,837 км² — на воду. Штаб-квартира племени находится в городе Спаркс.

## Демография
В 1992 году в племя саммит-лейк было зачислено 112 человек. Из-за того, что в резервации нет безопасного источника питьевой воды, в 1990 году в ней проживало лишь 6 человек. По данным федеральной переписи населения 2010 года, в резервации проживал 1 человек. Согласно федеральной переписи населения 2020 года в резервации отсутствовало постоянное население и насчитывалось 2 жилых дома.

## Комментарии
1. ↑  Сам город не входит в состав резервации, а является лишь штаб-квартирой племени.